# Harmothoe acuminata
Harmothoe acuminata är en ringmaskart som beskrevs av Willey 1902. Harmothoe acuminata ingår i släktet Harmothoe och familjen Polynoidae. Inga underarter finns listade i Catalogue of Life.